# Антті Рінне
Антті Юхані Рінне (фін. Antti Juhani Rinne; нар. 3 листопада 1962, Гельсінкі) — фінський профспілковий активіст і політик, лідер Соціал-демократичної партії з 2014 р., заступник прем'єр-міністра й міністра фінансів з 2014 до 2015 рр. 2015 р. обраний до парламенту.
Квітень — червень 2019 — Голова парламенту Фінляндії, прем'єр-міністр Фінляндії з 6 червня до 3 грудня 2019 року. Покинув посаду прем'єр-міністра країни, пояснивши це тим, що партнерка по коаліції Центристська партія оголосила про недовіру до нього. Антті критикували за страйки в національному авіаперевізнику Finnair, поштовій службі та в інших компаніях.
Рінне вивчав право в Гельсінському університеті. Він був урядовцем, профспілковим діячем і юристом. З 2002 до 2005 р. він очолював профспілкову організацію ERTO, з 2005 до 2010 рр. — Союз найманих працівників, з 2010 до 2014 рр. — Ammattiliitto Pro. Він також був обраний до муніципальної ради Мянтсяля.